# Tanaostigmodes sulcatus
Tanaostigmodes sulcatus is een vliesvleugelig insect uit de familie Tanaostigmatidae. De wetenschappelijke naam is voor het eerst geldig gepubliceerd in 1987 door LaSalle.